# Пеламиды (рыбы)
Пелами́ды, или са́рды (лат. Sarda) — род стайных хищных рыб семейства скумбриевых (Scombridae). Обитают в тропических и субтропических водах всех океанов. Эти эпипелагические и неритические рыбы собираются в косяки из особей одного размера. Достигают 180 см (австралийская пеламида). Питаются мелкими рыбами, кальмарами и креветками. Распространён каннибализм. Являются объектом коммерческого промысла. 

## Описание
У пеламид веретеновидное удлинённое тело, слегка сжатое с боков. Рот довольно крупный. Зубы крупные, конические, выстроены в один ряд. На верхней челюсти 12—30, а на нижней 10—25 зубов. На сошнике зубов нет. На первой жаберной дуге 8—27 тычинок.  Расстояние между глазами равно 21,3—30,2 % длины тела. Имеется 2 спинных плавника, расположенных близко друг к другу. В первом спинном плавнике 17—23 колючих лучей, а во втором 13—18 мягких лучей. Позади второго спинного плавника пролегает ряд из 7—10 мелких плавничков. Грудные плавники короткие, образованы 22—27 лучами. Между брюшными плавниками имеется невысокий раздвоенный выступ. В анальном плавнике 12—17 мягких лучей. Позади анального плавника пролегает ряд из 6—8 мелких плавничков. Боковая линия единичная, изгибается вниз по направлению к хвостовому стеблю. Хвостовой стебель узкий. По обе стороны хвостового стебля пролегает длинный медиальный киль и 2 небольших киля по бокам от него ближе к хвостовому плавнику. В передней части тела имеется панцирь, остальная кожа покрыта мелкой чешуёй. Плавательный пузырь отсутствует. Левая и правая доли печени удлинены, а средняя укорочена.

## Классификация
В состав рода включают 4 вида:
- Sarda australis (Macleay, 1881) — Австралийская пеламида
- Sarda chiliensis (Cuvier, 1832) — Чилийская пеламида
- Sarda orientalis (Temminck & Schlegel, 1844) — Восточная пеламида
- Sarda sarda (Bloch, 1793) — Атлантическая пеламида, или западноатлантическая пеламида, или атлантический бонито, или обыкновенный бонито